# Рождённые бурей (фильм, 1957)
«Рождённые бурей» — советский художественный фильм, снятый в 1957 году режиссёрами Я. Базеляном и А. Войтецким на киностудии им. А. Довженко по мотивам одноимённого романа Николая Островского.

## Сюжет картины
Осень 1918 года. Немецкие войска покидают небольшое местечко на границе Западной Украины и Польши. Власть в городе захватывают сторонники Пилсудского.
Большевик Сигизмунд Раевский, вернувшийся из тюрьмы, возглавляет подпольный ревком. На заводах, фабриках, в железнодорожных мастерских создаются рабочие дружины. Все ожидают лишь сигнала к восстанию. В борьбе с польскими легионерами принимают участие и первые комсомольцы городка. Среди них Раймонд, сын Раевского, и дочь подпольщика Олеся, влюблённая в Раймонда. Молодой рабочий Андрей Птаха дружит с Олесей и любит её, из-за ревности к Раймонду ищет забвения в пьянстве и гулянках.
После того, как поляки убивают его старшего товарища, дядьку Тараса, Андрей, охваченный гневом, пробирается к котельной завода и включает гудок, намертво закрепив его ручку. Это служит сигналом к началу восстания. Легионеры под натиском рабочих дружин бегут из города и обращаются за помощью к отступающим немецким войскам. Совместными усилиями они подавляют восстание. Отряд молодёжи берёт в заложницы сестёр графа Могельницького — предводителя польских легионеров, чтобы обменять их на руководителей восстания. Легионеры окружают дом, в котором находится отряд. Однако комсомольцам удаётся вырваться из окружения и соединиться с наступающими частями Красной Армии.

## В ролях
- Сергей Гурзо — Андрей Птаха, кочегар, комсомолец
- Ольга Бган — Олеся, дочь подпольщика
- Анатолий Иванов — Раймонд, сын Сигизмунда Раевского, комсомолец
- Владимир Силуянов — Василько, младший брат Андрея Птахи
- Олег Жаков — Сигизмунд Раевский, большевик
- Ада Войцик — Ядвига Раевская
- Николай Хрящиков — Ковалло, машинист
- Александр Гречаный — Даниил Сапог, кочегар паровоза
- Юрий Мажуга — Остап Ступень, молотобоец из депо
- Александр Толстых — Федька
- Павел Шпрингфельд — Глушко, слесарь
- Кульчицкий Кость — Воробейко, машинист
- А. Теремец — Игнат, рабочий
- Юрий Леонидов — Эдвард Могельницкий
- Валентина Ушакова — Людвига, госпожа
- Дзидра Ритенберга — Стефания
- Чеслав Сушкевич — Врона, капитан польского легиона
- Николай Рушковский — Заремба, поручик польского легиона
- Георгий (Юрий) Козакивский — немецкий комендант
- Михаил Белоусов — Казимир Могельницкий
- Николай Блащук — Владислав Чернецкий
- Георгий Бударов — барон Баранкевич
- Алексей Быков — обер-лейтенант
- Леонид Жуковский — Березняк
- Евгений Моргунов — Кобыльский, служащий польского легиона

## Съёмочная группа
- Сценарист: Юрий Кротков
- Режиссёры-постановщики: Яков Базелян, Артур Войтецкий
- Оператор-постановщик: Илья Миньковецкий
- Режиссёр: Виталий Кучвальський
- Композитор: Константин Данькевич
- Текст песен Олексы Новицкого